# 尤紹曾
尤紹曾（1911年—1999年）是中華民國藝術家。尤紹曾於滬江大學畢業，其後經營貿易事業，經常參觀各國美術館著名作品。早期他以人民生計作為描寫對象，之後對抽象藝術、後繪畫性抽象、奧普藝術、普普藝術等產生興趣。但這導致其對藝術表現方式有所質疑，創作風格趨於紊亂。最終尤紹曾以半抽象藝術、半具象藝術的人物畫為創作重心。